# Klaus Duschat

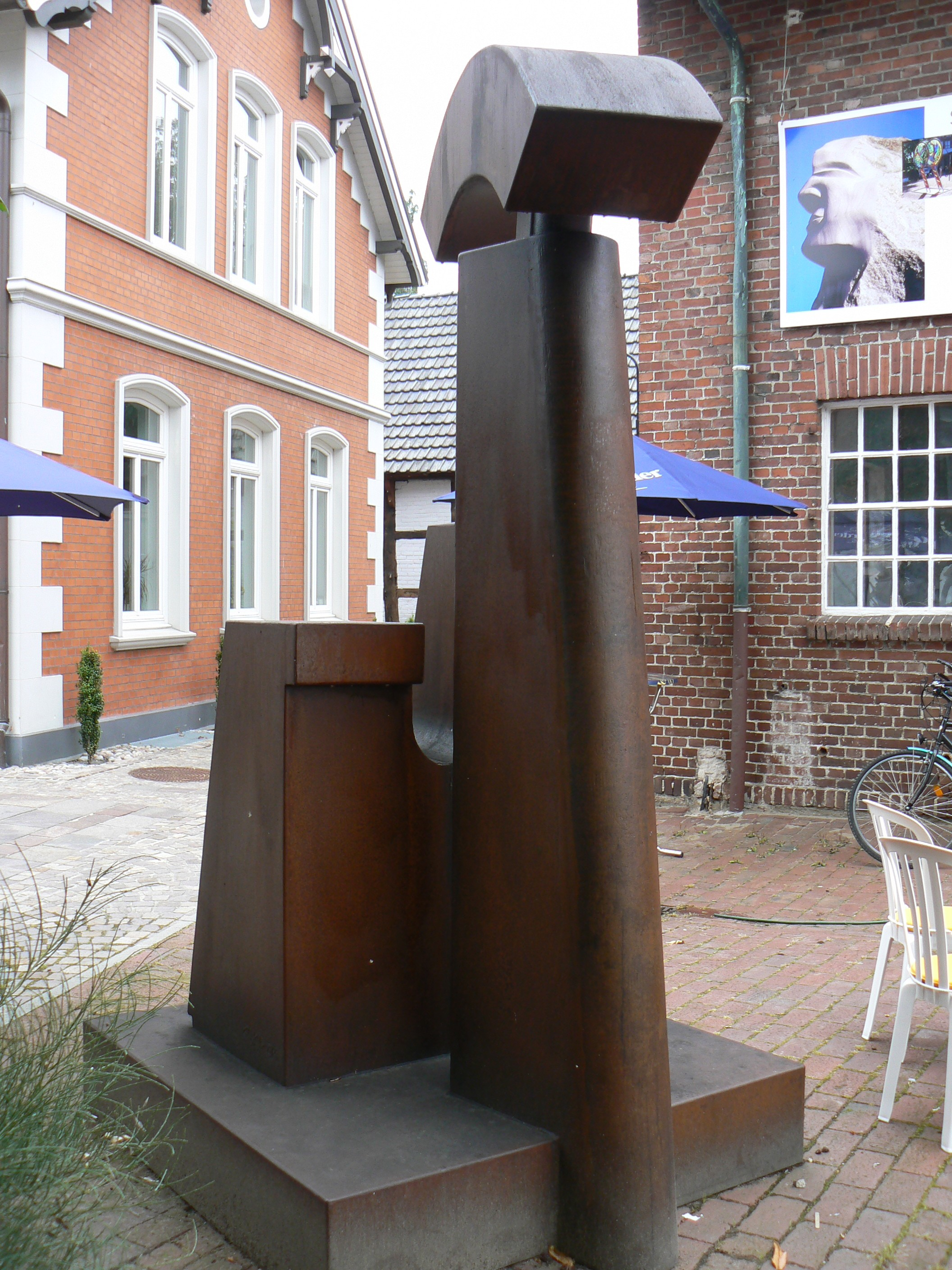
Speech in Damme

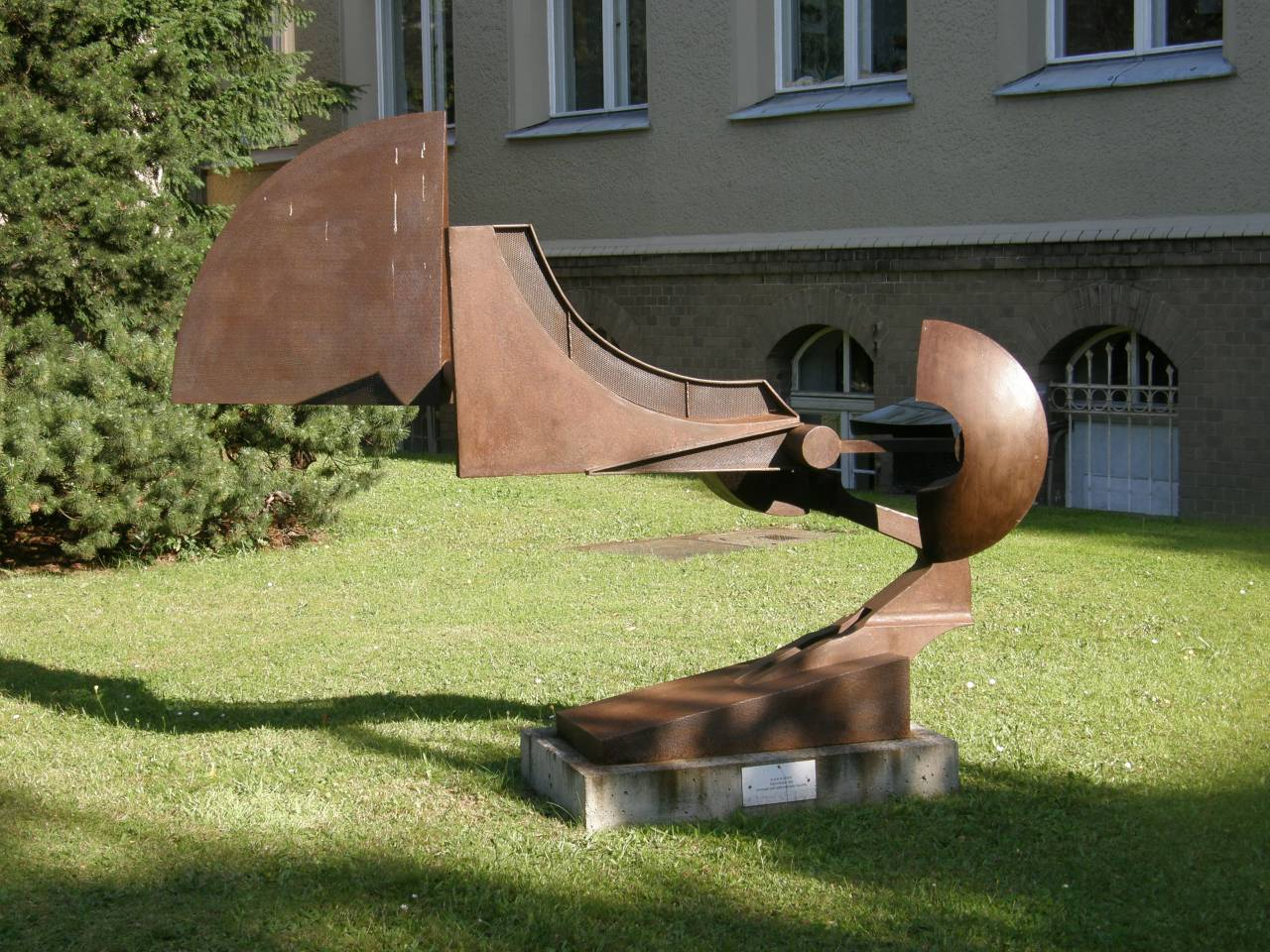
Eisentirade in Berlin

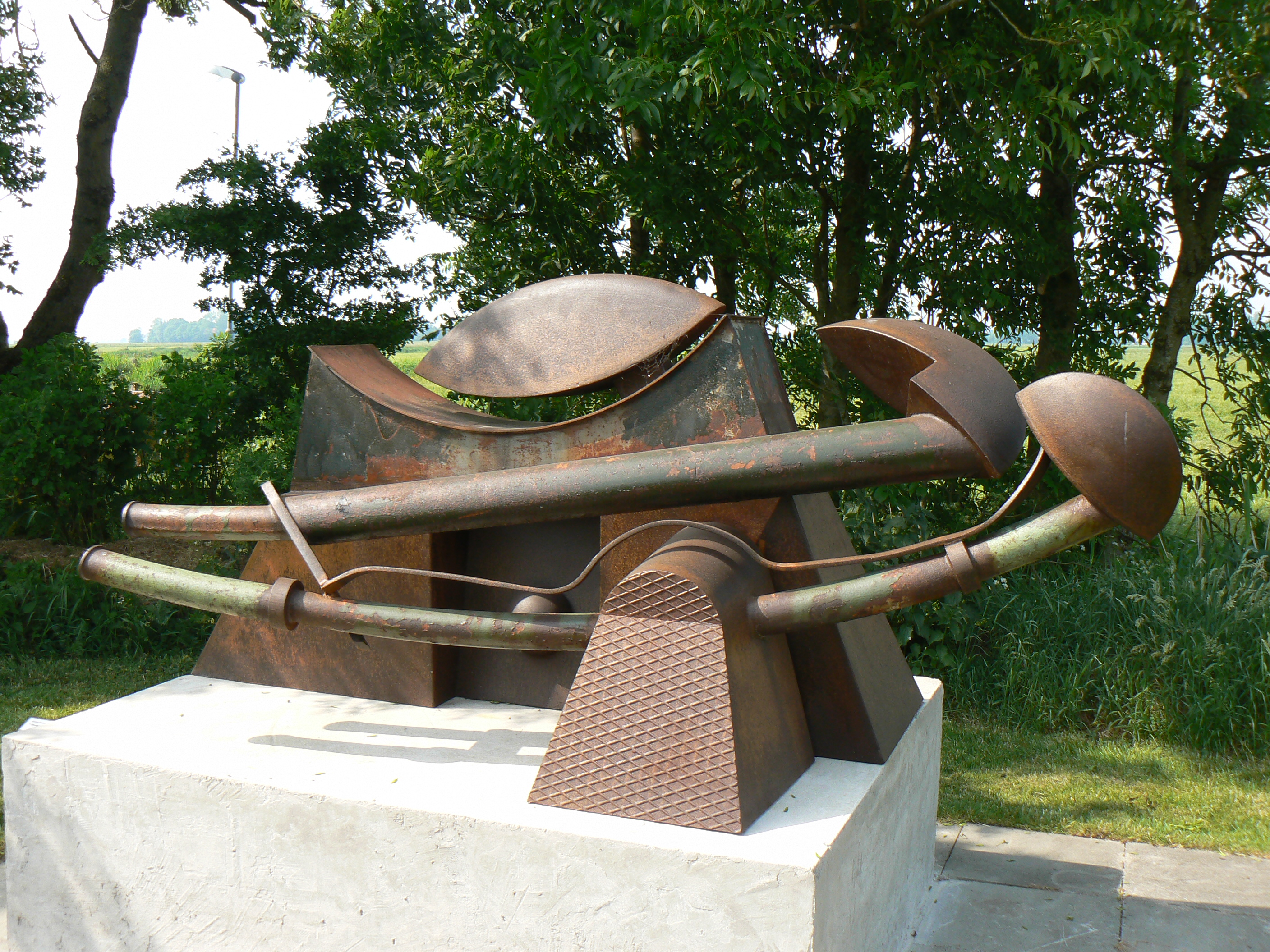
Tanzgabel in Wittmund-Funnix

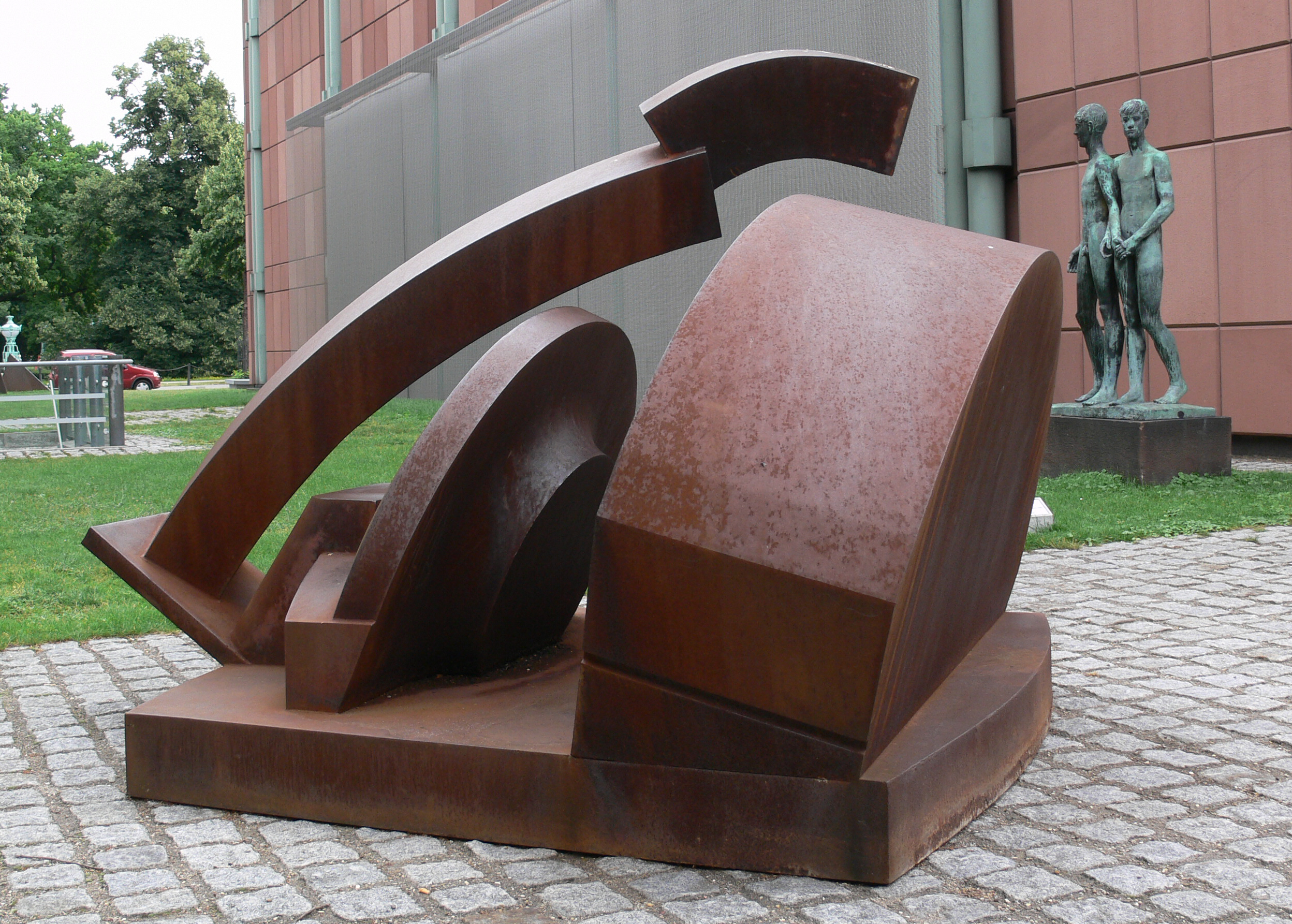
Segmentbogen in Mannheim

Klaus Duschat (* 1955 in Ventersdorp, Provinz Nordwest, Südafrika) ist ein deutscher Bildhauer.

## Leben und Werk
Klaus Duschat studierte 1975–1984 Bildhauerei an der Fachhochschule Hannover bei Helmut Rogge und Dietrich Klakow sowie an der Hochschule der Künste Berlin bei Bernhard Heiliger. Noch in seiner Studienzeit gründete er mit den Kommilitonen David Lee Thompson, Klaus Hartmann, Gisela von Bruchhausen, Hartmut Stielow und Gustav Reinhardt die Gruppe ODIOUS. Die sechs Künstler arbeiteten viele Jahre lang in einem Gemeinschaftsatelier in Berlin und stellten regelmäßig gemeinsam aus.
Für seine Skulpturen verwendet Duschat Stahlschrott, nichtrostenden Stahl und vor allem Cortenstahl. Seine Werke sind in Skulpturengärten und im öffentlichen Raum vieler deutscher Städte zu finden. Mit ODIOUS oder alleine nahm er an Bildhauersymposien in Deutschland, Indien, der Türkei und den USA teil.

## Werke (Auswahl)
- 1981/82: Achill, Freie Universität, Berlin
- 1982: Eisentirade, Skulpturengarten Auguste-Viktoria-Krankenhaus, Berlin
- 1984/85: Salamitaktik, Skulpturenweg am Schulzentrum Schölkegraben, Salzgitter
- 1985: Wegzeichen, Britzer Garten, Berlin
- 1987: Zepter, Kunstpfad Universität Ulm, Ulm
- 1989: Tanzgabel, Sammlung Wübbena im Skulpturengarten Funnix, Wittmund
- 1989: Kugelwelt, Stadtpark, Leonberg
- 1990: Tor III für die Kunsthalle Wilhelmshaven, Wilhelmshaven
- 1991: Flaschengrün, Staatliche Galerie Moritzburg, Halle (Saale)
- 1992: Kape, Istanbul
- 1992: Ohne Titel, Braunschweig
- 1993: Mount Palomar, Skulpturenmeile Mannheim, Mannheim
- 1994: Gelsenkirchener Barockstück, Gelsenkirchen
- 1995: Ohne Titel, Darmstadt
- 1995: Segmentbogen, Skulpturengarten der Kunsthalle Mannheim, Mannheim
- 2004: Speech, Damme (Dümmer)
- 2005: Chattanooga, Chattanooga (Tennessee)
- 2007: Kugelthron, Dorfanger, Berlin-Pankow
- 2007: Liegende, Berlin

## Auszeichnungen
- 1986: Preis junger Künstler der Darmstädter Sezession